# Маєвиця

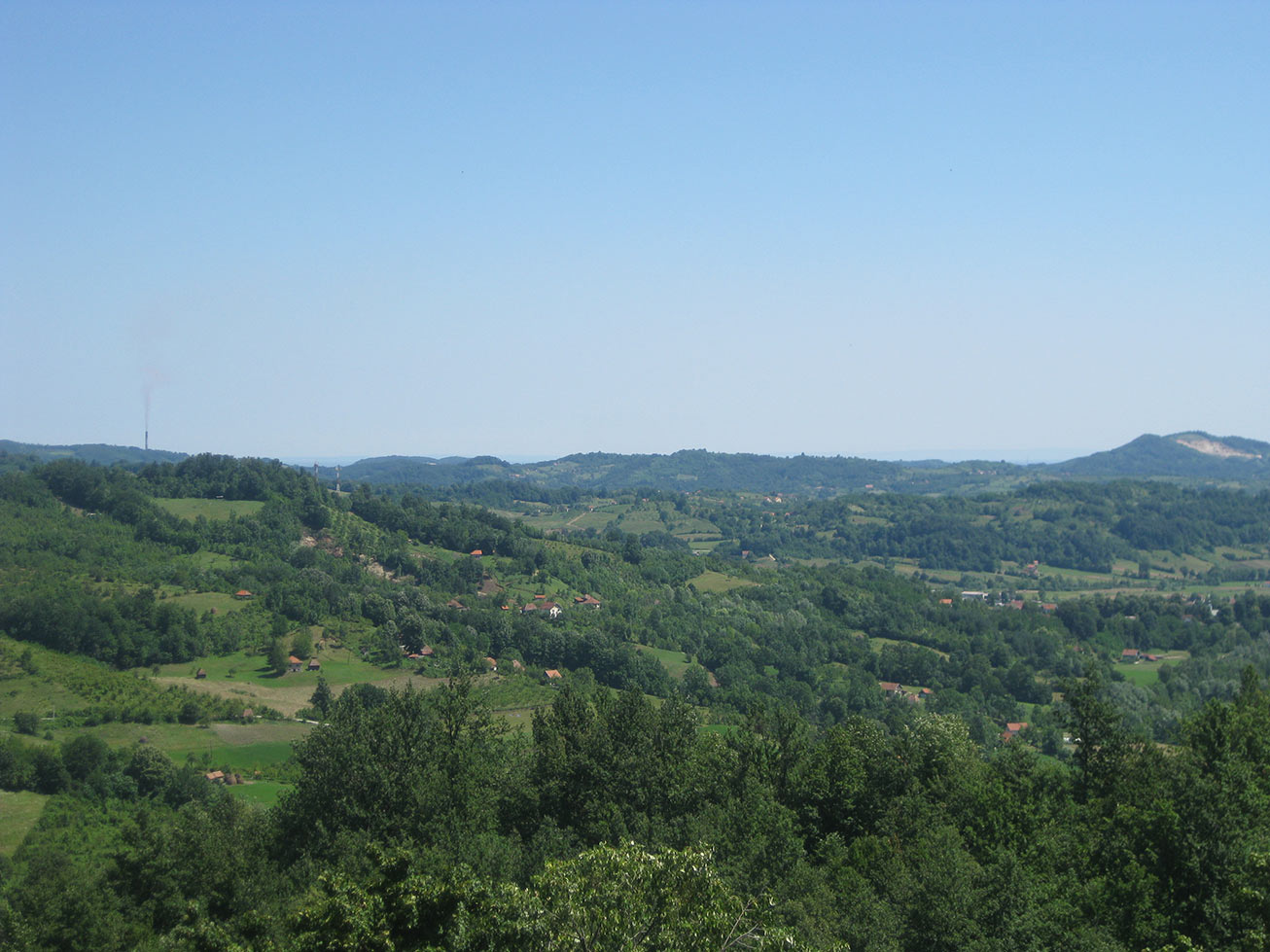
Вид села Липовіце

Маєвиця — невисокий гірський хребет та одноіменна історична область на північному сході  Боснії і Герцеговини. Обмежений регіонами Посавина і Семберія на півночі та долиною річки Спреча на півдні.
Найвищий пункт — гора Століце (916 м), що розташована у 16 км на схід від міста Тузла. На цій вершині раніше розташовувалася телевізійна антена (зруйнована у 1995 році під час бомбардувань НАТО ). Деякі інші гори сягають висоти від 800 до 900 м. Хребет розташований переважно на території Федерації Боснії і Герцеговини та частково у Республіці Сербській. Більша частина хребта Маєвиця вкрита лісом.
Головний хребет простягається з північного заходу на південний схід (приблизно від міста Сребренік у напрямку Зворника). Вершини хребта: Окресниця 815 м, Опаковиця 690 м, Стубліч 721 м, Табакове-Стране 572 м, Кицель 673 м, Гавранич 720 м, Греда 803 м, Меджеднік 842 м, Бусія 845 м, Драгановац 779 м, Коніц 903 м, Століце 916 м, Мала-Єліца 879 м, Велика-Єліца 878 м. На заході та сході хребет переходить у гористу місцевість неправильної будови, що знижується у напрямі долин річок Дрина й Тінья. Хребет складається переважно з еоцену, олігоцену, міоцену и пліоцену. Тріасові, юрські, крейдові відкладення й Магматичні гірські породи зустрічаються значно рідше. У безпосередній близькості від хребта Маєвиця знаходяться вугільні й нафтові родовища. Хребтом проходить водорозділ річок Сава, Дрина й Спреча.
У Маєвиці є родовища корисних копалин, тут видобувають вугілля, кам'яну сіль, кварц, а у період між Першою Світовою війною та Другою Світовою війною тут видобували нафту. Також у горах наявні джерела термальних мінеральних вод.